# Campionato europeo dei piccoli stati femminile di pallavolo 2013
Il campionato europeo dei piccoli stati femminile di pallavolo 2013 si è svolto dal 28 al 30 giugno 2013 a Cospicua, a Malta: al torneo hanno partecipato cinque squadre nazionali europee di stati con meno di un milione di abitanti e la vittoria finale è andata per la quinta volta, la terza consecutiva, a Cipro.

## Qualificazioni
Al torneo hanno partecipato: la nazionale del paese ospitante e quattro nazionali provenienti dai gironi di qualificazione.

## Impianti
|                                                                         |  |  |
|                                                                         |  |  |
| Cottonera Sports Complex Città: Cospicua Capienza: - Anno d'apertura: - |  |  |

## Regolamento
Le squadre hanno disputato un'unica fase con formula del girone all'italiana.

## Squadre partecipanti
| Squadra     | Qualificazione                            | Ultima partecipazione |
| ----------- | ----------------------------------------- | --------------------- |
| Cipro       | 1ª al torneo di qualificazione (girone A) | Lussemburgo 2011      |
| Lussemburgo | 2ª al torneo di qualificazione (girone B) | Lussemburgo 2011      |
| Malta       | Paese organizzatore                       | Lussemburgo 2002      |
| San Marino  | 1ª al torneo di qualificazione (girone B) | Lussemburgo 2011      |
| Scozia      | 2ª al torneo di qualificazione (girone A) | Scozia 2007           |

## Torneo

### Risultati
| 28 giugno 2013 Cottonera Sports Complex, Cospicua Durata: 2h:12 - Spettatori: 25  | Lussemburgo | 2 - 3 | Scozia      | 11-15, 25-22, 22-25, 25-22, 12-15 |
| 28 giugno 2013 Cottonera Sports Complex, Cospicua Durata: 1h:17 - Spettatori: 50  | Cipro       | 3 - 0 | San Marino  | 25-14, 26-24, 25-20               |
| 28 giugno 2013 Cottonera Sports Complex, Cospicua Durata: 1h:48 - Spettatori: 100 | Malta       | 2 - 3 | Lussemburgo | 25-20, 9-25, 17-25, 25-17, 9-15   |
| 29 giugno 2013 Cottonera Sports Complex, Cospicua Durata: 1h:23 - Spettatori: 30  | Cipro       | 3 - 0 | Malta       | 25-21, 25-16, 25-22               |
| 29 giugno 2013 Cottonera Sports Complex, Cospicua Durata: 1h:24 - Spettatori: 25  | San Marino  | 3 - 0 | Scozia      | 25-20, 25-17, 25-19               |
| 29 giugno 2013 Cottonera Sports Complex, Cospicua Durata: 1h:02 - Spettatori: 25  | Lussemburgo | 0 - 3 | Cipro       | 10-25, 13-25, 20-25               |
| 29 giugno 2013 Cottonera Sports Complex, Cospicua Durata: 1h:37 - Spettatori: 116 | Malta       | 1 - 3 | San Marino  | 20-25, 10-25, 25-14, 23-25        |
| 30 giugno 2013 Cottonera Sports Complex, Cospicua Durata: 2h:00 - Spettatori: 75  | Scozia      | 1 - 3 | Cipro       | 22-25, 25-16, 22-25, 21-25        |
| 30 giugno 2013 Cottonera Sports Complex, Cospicua Durata: 1h:58 - Spettatori: 50  | San Marino  | 3 - 2 | Lussemburgo | 25-20, 26-28, 25-14, 18-25, 15-11 |
| 30 giugno 2013 Cottonera Sports Complex, Cospicua Durata: 1h:23 - Spettatori: 150 | Scozia      | 3 - 0 | Malta       | 25-22, 25-19, 26-24               |

### Classifica
| Pos | Squadra     | Pt | G | V | P | SV | SP | Ratio  | PF  | PS  | Ratio |
| --- | ----------- | -- | - | - | - | -- | -- | ------ | --- | --- | ----- |
| 1   | Cipro       | 12 | 4 | 4 | 0 | 12 | 1  | 12.000 | 317 | 250 | 1.268 |
| 2   | San Marino  | 8  | 4 | 3 | 1 | 9  | 6  | 1.500  | 331 | 308 | 1.074 |
| 3   | Scozia      | 5  | 4 | 2 | 2 | 7  | 8  | 0.875  | 331 | 326 | 1.015 |
| 4   | Lussemburgo | 4  | 4 | 1 | 3 | 7  | 11 | 0.636  | 338 | 378 | 0.894 |
| 5   | Malta       | 1  | 4 | 0 | 4 | 3  | 12 | 0.250  | 287 | 342 | 0.839 |

## Podio

### Campione
Formazione: 2 Sofia Manitarou, 4 Erika Zembyla, 8 Katerina Zakchaiou, 9 Antrea Charalambous, 10 Eleana Petrou, 11 Elena Mosfilioti, 12 Antonia Theoti, 13 Antri Iordanou, 14 Ioanna Leonidou, 16 Antrea Kontou, 17 Nikolina Spyrou, 18 Irina Koudouna, CT: Emmanouil Roumeliotis

### Secondo posto
Formazione: 1 Maristella Giuliani, 2 Samanta Giardi, 3 Veronica Barducci, 4 Cristina Baciocchi, 5 Elisa Ridolfi, 6 Sarah Grace Glancy, 7 Elisa Parenti, 8 Agnese Conti, 9 Chiara Parenti, 12 Valeria Benvenuti, 14 Maria Camilla Montironi, 15 Anita Magalotti, CT: Luigi Morolli

### Terzo posto
Formazione: 1 Linsey Bunten, 2 Laura McReady, 3 Joanne Morgan, 4 Kay Wheatley, 5 Alexandra Dickenson, 6 Jennifer Thom, 7 Lynne Beattie, 8 Anneka Hastings, 9 Catherine Smy, 10 Caitlin McEwan, 11 Naomi Symonds, 12 Elaine Krawczyk, CT: Craig Faill

## Classifica finale
| Pos | Squadra     |
| --- | ----------- |
|     | Cipro       |
|     | San Marino  |
|     | Scozia      |
| 4   | Lussemburgo |
| 5   | Malta       |